# San Godenzo
San Godenzo är en ort och kommun i storstadsregionen Florens, innan den 31 december 2014 provinsen Florens, i regionen Toscana i Italien. Kommunen hade 1 109 invånare (2018).